# Lizardo Díaz
Lizardo Díaz Muñoz (Baraya, Huila, 29 de enero de 1928 - Bogotá, 8 de noviembre de 2012) fue un humorista y actor colombiano, conocido como el Compadre Felipe.
Comenzó su trayectoria musical con el grupo '40 guitarras y 40 voces'. Más tarde, en los años cincuenta, 'Felipe' conformó el dueto de 'Los Tolimenses' junto a Jorge Ezequiel Ramírez ('Emeterio'). Durante 42 años, esta pareja se convirtió en un referente del humor nacional. Ambos estuvieron en la primera emisión de la televisión en Colombia, el 13 de junio de 1954.
Estuvo casado con la actriz Raquel Ércole, con quien tuvo tres hijos, Patricia, Guido y César Díaz Ércole.

## Últimos años
Las complicaciones de salud empezaron en 2005, cuando sufrió una hidrocefalia que fue tratada con la implantación de una válvula de Hakim, que infortunadamente se infectó y requirió varias operaciones para sustituirla. A ello le siguió una neumonía que tuvo lugar justo cuando pasaba la Navidad en Ecuador, donde vive uno de sus hijos. Todos los miembros de su familia se habían reunido allí para compartir con él tras los quebrantos de salud por los que acababa de pasar, pero pronto tuvieron que trasladarlo de regreso a Bogotá en un avión ambulancia. Falleció en Bogotá el 8 de noviembre de 2012.